# لافترية كشميرية
لافترية كشميرية (الاسم العلمي:Lavatera cachemiriana) هي نوع من النباتات يتبع جنس اللافترية من الفصيلة الخبازية.